# Emotions (canción)
«Emotions» —en español: «Emociones»— es una canción interpretada, escrita y producida por la cantante estadounidense Mariah Carey, David Cole y Robert Clivillés (de C+C Music Factory). Fue el primer sencillo de su segundo álbum de estudio Emotions de (1991) y se publicó antes en Estados Unidos que en el resto del mundo. La protagonista de esta canción dance con influencias disco expresa las sensaciones que le hace sentir la persona a la dirige la canción. Se convirtió en el quinto sencillo número uno consecutivo de Mariah Carey en Estados Unidos, lo que le valió su primer récord en las listas de la revista Billboard. También fue su primer gran éxito en el resto del mundo desde su primer sencillo, "Vision of Love".

## Sobre la canción
Mariah Carey comenzó a trabajar con C+C Music Factory y compusieron "You're So Cold", canción que se convirtió en la mejor opción para el primer sencillo del álbum. Sin embargo, en un segundo encuentro con el grupo de producción, compusieron "Emotions" y decidieron finalmente que esta sería el primer sencillo.
«Emotions» fue la primera canción que demostró la capacidad de Mariah Carey de alcanzar notas muy altas durante un largo espacio de tiempo. Las notas pusieron de manifiesto la magnitud de la voz de la cantante, llegando al registro de silbido, técnica vocal por la que se la conoce. Consiguió llegar a un Sol#7, que es la nota más alta de Sol en el piano, durante una actuación de la canción en los premios MTV Video Music Awards de 1991. Alcanzó la nota 4 veces en una secuencia de Sol#-Re#-Sol#, Sol#-Re#-Sol# (secuencia que no aparece en la versión del álbum). 
«Emotions» fue nominada a los premios Grammy de 1992 a la Mejor Interpretación Vocal Pop Femenina, aunque lo perdió ante la canción "Something to Talk About" de Bonnie Raitt. Sin embargo, ganó un premio pop BMI, al igual que todos los anteriores sencillos de la cantante.

## Problemas de derechos de autor
Los escritores y productores de la canción tuvieron que enfrentarse a diversas acusaciones de plagio. En diferentes entrevistas, Mariah Carey y C+C Music Factory afirmaron que se inspiraron en la canción "Best of My Love", del grupo The Emotions, aunque negaron tajantemente haber utilizado la música o la letra. Carey dijo que la canción era un homenaje al grupo, ya que de hecho el título era "Emotions". David Cole indicó que, obviamente, la composición se vio influida por "Best of My Love" y que al grupo le gustaría ver que habían influido en una nueva generación. Sin embargo, el compositor Maurice White presentó una demanda, llegando a un acuerdo y sin que oficialmente se llegara a producir el juicio.1

## Recepción
«Emotions» se convirtió en el quinto sencillo consecutivo en llegar al número uno en la lista estadounidense Billboard Hot 100, convirtiéndola en la primera artista en conseguirlo (con su anterior sencillo, ya compartió récord con The Jackson 5 por los cuatro primeros sencillos número uno). Alcanzó la primera posición en su séptima semana en la lista y permaneció tres semanas, desde el 6 de octubre al 26 de octubre de 1991. Sustituyó a la canción "Good Vibrations", de Marky Mark and the Funky Bunch con Loleatta Holloway y le siguió la canción de Karyn White "Romantic". Se mantuvo entre las primeras cuarenta canciones durante veinte semanas y se convirtió en uno de los cuatro sencillos de Mariah Carey que entró en la lista anual de Hot 100 del año 1991, en el puesto 22. "Emotions" también llegó a lo más alto en las listas Hot R&B/Hip-Hop Singles & Tracks y Hot Dance Music/Club Play. La asociación estadounidense RIAA lo certificó como disco de oro. En octubre de 2019, la RIAA lo certifica nuevamente con un disco de platino. 
Fuera de Estados Unidos, fue el sencillo con más éxito desde "Vision of Love" (1990), primer sencillo de su álbum debut. Fue su tercer sencillo número 1 en Canadá y llegó al top 10 en Nueva Zelanda, Grecia y los Países Bajos; al top 20 en Reino Unido y Australia; sin embargo en el resto de Europa tuvo éxito moderado.

## Presentaciones en vivo
La primera presentación de "Emotions" fue durante los MTV Video Music Awards en septiembre de 1991. Luego fue interpretado en varios programas como The Arsenio Hall Show y Soul Train. 
En Europa, fue interpretado en Reino Unido en los programas Top of the Pops y Des O'Connor Tonight; y en Suecia en Sondagstoppet.
Fue incluido como parte de los especiales MTV Unplugged (1992) y Here Is Mariah Carey (1993).
"Emotions" fue interpretado en gran parte de las giras de Carey: Music Box Tour (1993), Daydream World Tour (1996), Butterfly World Tour (1998), Rainbow World Tour (2000), The Angels Advocate Tour (2009-2010), The Elusive Chanteuse Show Tour (2014), The Sweet Sweet Fantasy Tour (2016) y más recientemente en su Caution World Tour (2019).
Fue incluido en sus dos residencias en Las Vegas: #1 to Infinity (2015-2017) y The Butterfly Returns (2018-2020).
También fue incluido como parte del repertorio de su residencia navideña "All I Want For Christmas Is You: A Night of Joy and Festivity" (2014-2020)

## Vídeos y remixes
El vídeo fue dirigido por Jeff Preiss y en él aparece Mariah Carey y unos amigos con diferentes animales exóticos viviendo diferentes sensaciones durante una fiesta y divirtiéndose por la ciudad. El vídeo se muestra en colores desvanecidos, aunque mantiene varios tonos diferentes, cambiando del púrpura al verde y de este al rojo durante la duración del mismo.
David Cole y Robert Clivillés crearon un remix principal de la canción, llamado "Emotions" (12" Club Mix). Aunque Carey no volvió a grabar las voces, añadió una sección con influencias del gospel antes de la parte dance. Esta nueva sección la utilizó cuando interpretó "Emotions" en MTV Unplugged en 1992, y la volvió a emplear en conciertos posteriores. Se creó un vídeo para la versión 12" Club Mix, aunque solo se realizaron pequeños cambios en la edición respecto al de la versión original de la canción.

## Lista de pistas
EE. UU., CD sencillo (sencillo casete/sencillo 7")
1. «Emotions» (Álbum Versión)
2. «Vanishing» (Álbum Versión)

EE. UU., CD maxi sencillo (casete maxi sencillo/maxi sencillo 12")
1. «Emotions» (12" Club Mix)
2. «Emotions» (12" Instrumental)
3. «Emotions» (Álbum Versión)
4. «There's Got to Be a Way» (12" Mix)
5. «There's Got to Be a Way» (Vocal Dub Mix)

Reino Unido, sencillo casete
1. «Emotions» (Álbum Versión)
2. «Vanishing» (Álbum Versión)

Reino Unido, maxi sencillo
1. «Emotions» (Álbum Versión)
2. «Vanishing» (Álbum Versión)
3. «Vision of Love» (Álbum Versión)

## Remixes y otras versiones
- «Emotions» (Álbum Versión) - 4:11
- «Emotions» (C+C Club Mix Edit) - 5:51
- «Emotions» (C+C Club No.1 Mix) - 7:45
- «Emotions» (C+C Hardcore Factory Mix) - 8:16
- «Emotions» (Special Motion Edit) - 5:17
- «Emotions» (C+C 12 Inch Original Promo Remix) - 7:15
- «Emotions» (Club Mix) - 8:32

Remixes no oficiales
- «Emotions» (Discotech Mix) - 6:35
- «Emotions» (Erpy's Take Me Higher Mix) - 3:58
- «Emotions» (Johnny Vicious Club Mix) - 8:32
- «Emotions» (Jbal Version 7 Inch Edit) - 6:33
- «Emotions» (ShCooL 1992 Mix) - 3:19

## Posicionamiento
| Listas                                              | Posición      |
| --------------------------------------------------- | ------------- |
| EE. UU., Billboard Hot 100                          | 1 (3 semanas) |
| EE. UU., Billboard Hot R&B/Hip-Hop Singles & Tracks | 1 (1 semana)  |
| EE. UU., Billboard Hot Dance Music/Club Play        | 1 (1 semana)  |
| EE. UU., Billboard Adult Contemporary               | 3             |
| EE. UU., ARC Weekly Top 40                          | 1 (2 semanas) |
| Canadá                                              | 3             |
| Nueva Zelanda                                       | 3             |
| Israel                                              | 7             |
| Australia, ARIA                                     | 11            |
| Reino Unido, UK Singles Chart                       | 17            |
| Alemania                                            | 39            |
| Tokio                                               | 90            |